# مارغاريتا
مارغاريتا (بالسويدية: Margareta)‏ هي مبشرة سويدية، ولدت في 1369، وتوفيت في 1414.